# رنه یانگ
رِنه جِین پاکِت (به انگلیسی: Renee Jane Paquette) یک شخصیت تلویزیونی کانادایی-آمریکایی است که به عنوان مصاحبه‌کننده در پشت صحنه برای شرکت کشتی حرفه‌ای آل الیت رسلینگ (AEW) کار می‌کند. او همچنین برای حضورش در دبلیودبلیوئی بین سال‌های ۲۰۱۲ تا ۲۰۲۰ هم شناخته می‌شود، جایی که به عنوان گزارشگر مسابقات، مجری و مصاحبه‌کننده با نام رنه یانگ فعالیت می‌کرد. یانگ در زمانی که در دبلیودبلیوئی فعال بود، در سریال واقع نما (ریالیتی شو) توتال دیواز به عنوان یکی از بازیگران اصلی بازی می‌کرد.

## کودکی و نوجوانی
رنه در تورنتو، انتاریو، کانادا متولد شد. او یک مدل کودک بود. پس از دبیرستان، او به چندین کالج اعزام شد و در کمدی بداهه‌پردازی تحصیل کرد. در سن ۱۹ سالگی، او به لس آنجلس کالیفرنیا نقل مکان کرد تا حرفه‌ای را به عنوان یک بازیگر کمدی دنبال کند، اما بعداً به تورنتو بازگشت و برای فیلم‌ها، موزیک ویدئوها و آگهی‌های تبلیغاتی مورد آزمایش قرار گرفت.

## زندگی کاری

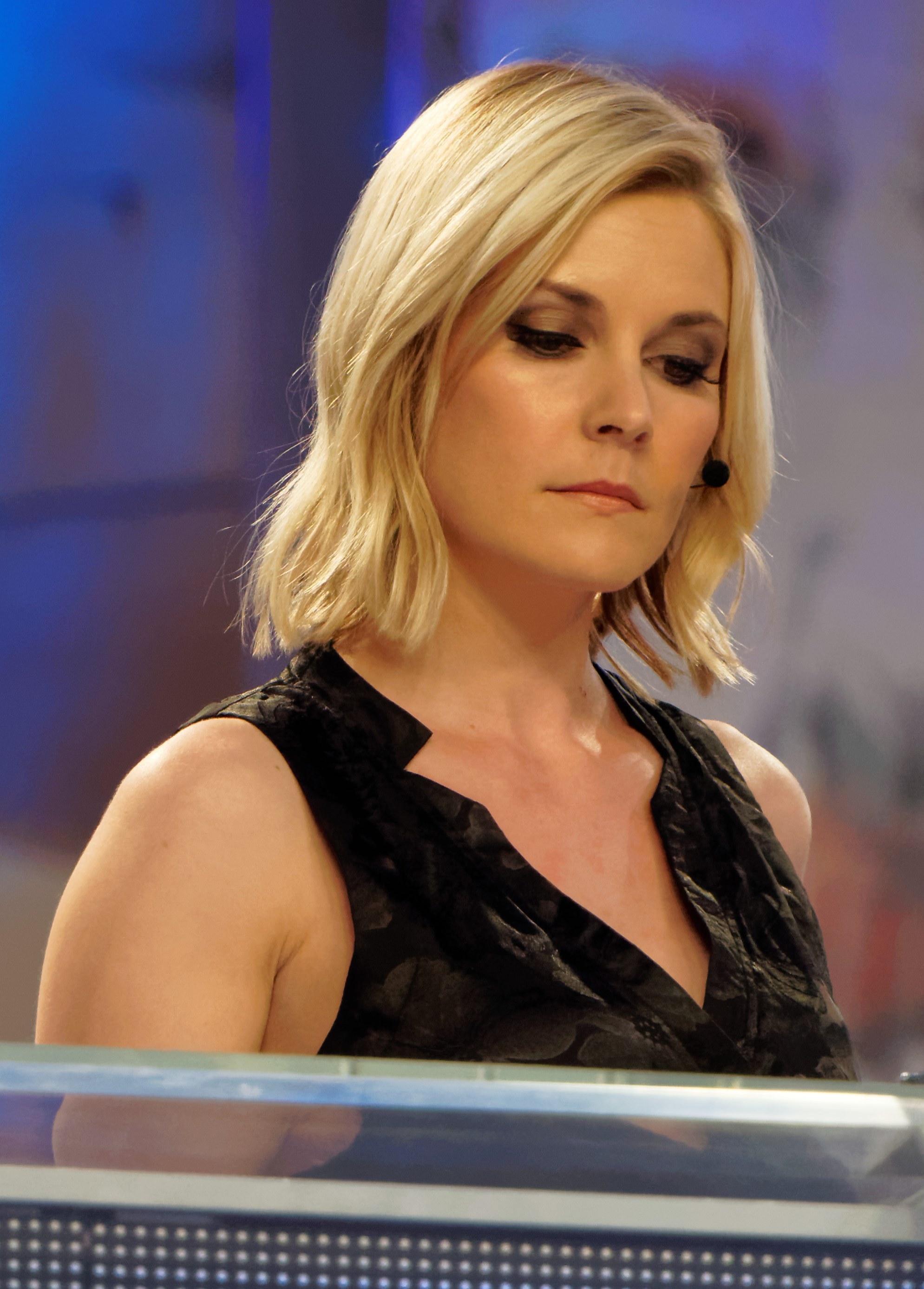
رنه یانگ

### حضور در تلویزیون (۲۰۱۲–۲۰۰۹)
رنه در سال ۲۰۰۹ برای یک شبکه تلویزیونی ورزشی کانادایی در برنامه‌ای به نام Aftermath، شروع به کار کرد و در آن در کنار مجریان پخش آردا اوکال و مائورو رانالو و همچنین داور سابق WWE جیمی کوردراس حضور داشت.

### دبلیودبلیوئی (۲۰۲۰–۲۰۱۲)

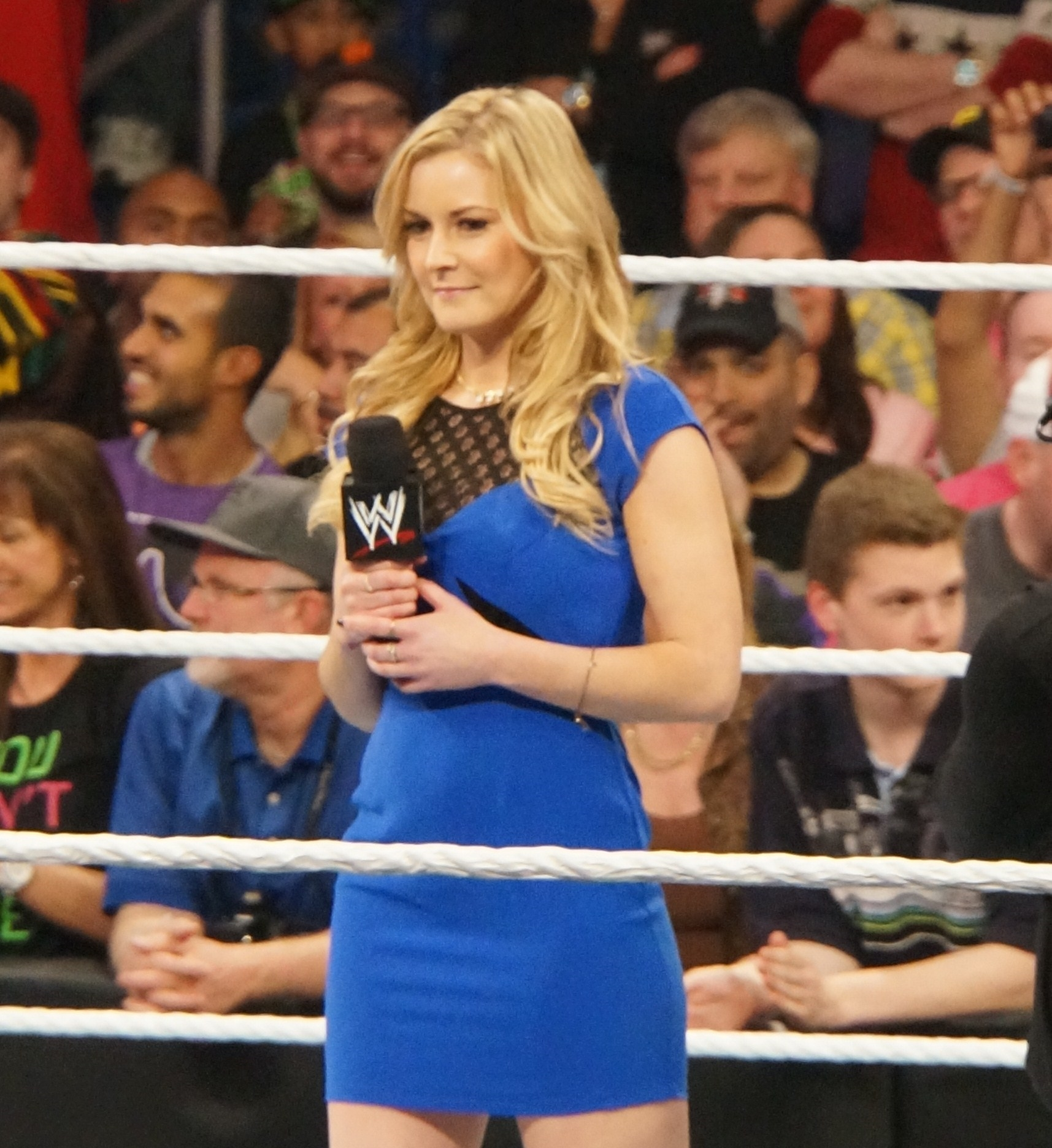
رنه یانگ در آوریل ۲۰۱۴

پاکِت در اکتبر ۲۰۱۲ با WWE قرارداد امضا کرد. اولین حضور او به عنوان یک مجری در پیش نمایش سروایور سریز ۲۰۱۲ در کنار اسکات استنفورد (برنده ۷ بار جایزه اِمی) بود. یانگ سپس در شوی ان‌اکس‌تی تاریخ ۲۳ ژانویه ۲۰۱۳ به عنوان مصاحبه‌کننده در پشت صحنه برای اولین بار شروع به کار کرد. رنه اولین حضورش در شوی اسمکدان خود را در قسمت ۲۹ مارس ۲۰۱۳ انجام داد و با رندی اورتن، بیگ شو و شیمس مصاحبه کرد.
در سپتامبر ۲۰۱۳، یانگ اولین گزارش خود را در ان‌اکس‌تی انجام داد. او شروع به اجرای گزارش مسابقات زنان می‌کرد، قبل از اینکه بعداً برای چندین ماه به عنوان گزارشگر تمامی مسابقات ان‌اکس‌تی تبدیل شد. یانگ از ژوئیه ۲۰۱۴ تا ژانویه ۲۰۱۵ به عنوان گزارشگر اصلی در شوی سوپراستارز در کنار تام فیلیپس فعالیت کرد که او را به اولین گزارشگر مسابقه زن تمام وقت WWE در بیش از یک دهه تبدیل کرد. در آوریل ۲۰۱۵، یانگ شروع به میزبانی برنامه شبکه WWE خود با نام Unfiltered with Renee Young کرد که در آن با کارمندان WWE مصاحبه می‌کرد. در ماه ژوئن همان سال، یانگ در کنار کریس جریکو به عنوان مجری فصل ششم سریال Tough Enough حضور داشت.
در شوی اسمکدان به‌تاریخ ۲۰ دسامبر ۲۰۱۶، یانگ با قهرمان بین قاره ای وقت، د میز به دنبال دفاع موفقش از عنوان قهرمانی در برابر آپولو کروز مصاحبه کرد. پس از اینکه یانگ از میز در مورد «وسواس» خود با دین امبروز پرسید، میز به صورت طعنه آمیز پاسخ داد و رابطه یانگ و امبروز در واقعیت را فاش کرد و او را وادار کرد تا به میز سیلی بزند. در ۲۷ دسامبر، یانگ با همسر واقعی د میز، ماریس، در پشت صحنه اسمکدان مواجه شد. ماریس هفته بعد به عنوان تلافی به یانگ سیلی زد که به خاطر آن جریمه شد.

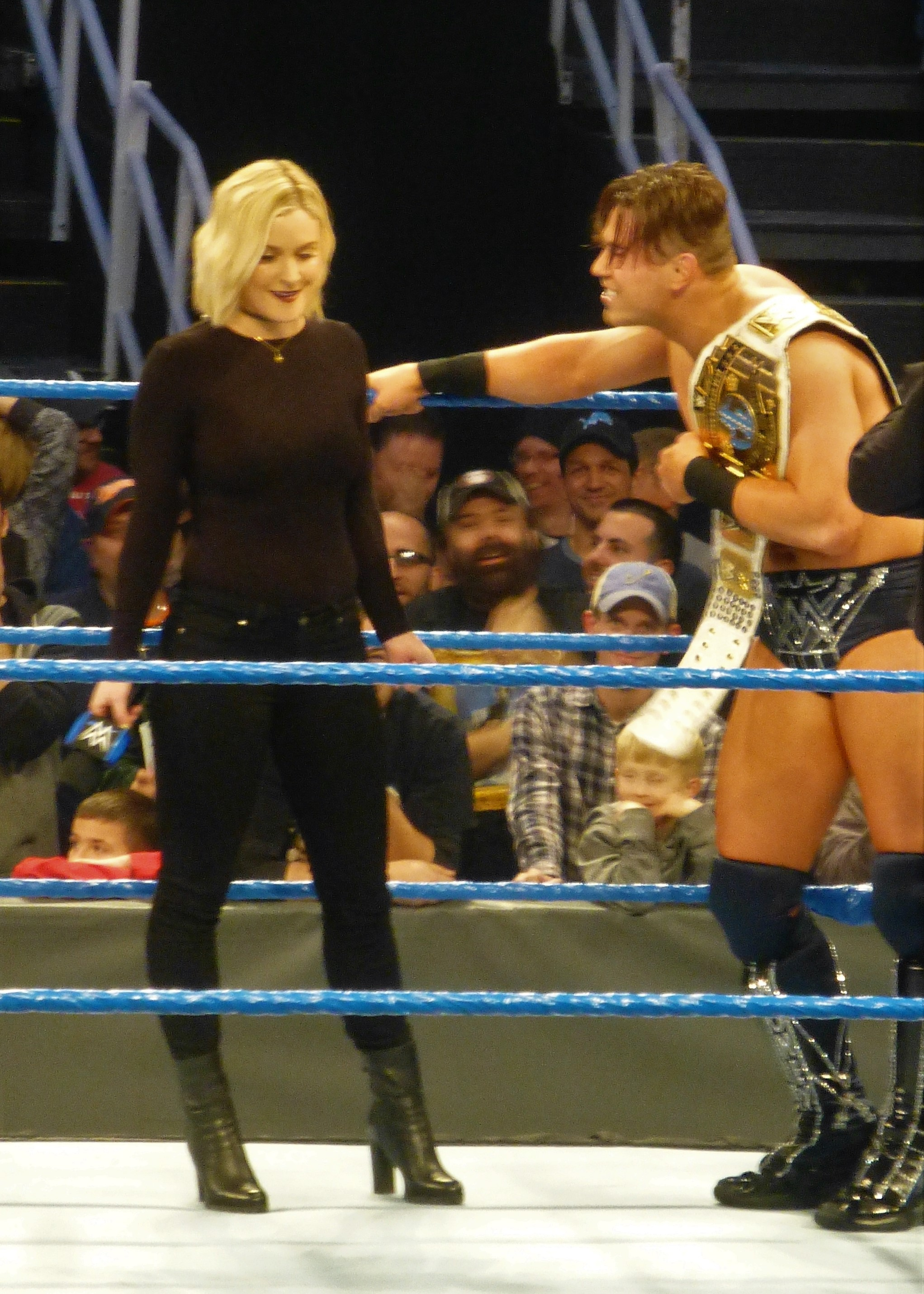
رنه در حال مصاحبه با د میز در شوی اسمکدان

یانگ جای جاناتان کوچمن را به عنوان گزارشگر مهمان در شوی راو به‌تاریخ ۱۳ اوت ۲۰۱۸ پر کرد و به اولین زنی تبدیل شد که یک قسمت کامل راو را گزارش می‌کند. یانگ ماه بعد به صورت تمام وقت به تیم گزارشگری راو پیوست و اولین گزارشگر زن دائمی در این برنامه شد. از اکتبر ۲۰۱۹، یانگ به‌عنوان یک «همکار ویژه» به اسمک‌دان نقل مکان کرد و به همراه بوکرتی، میزبان برنامه جدید استودیویی WWE Backstage در شبکه فاکس شد. در ۱ نوامبر ۲۰۱۹، یانگ به‌عنوان گزارشگر موقت، شوی اسمکدان را گزارش کرد؛ چون مایکل کول و کوری گریوز (گزارشگران اصلی) شو را به دلیل تأخیر در پرواز از دست داده بودند. یانگ در سامراسلم ۲۰۲۰ اعلام کرد که این رویداد، آخرین حضور او در دبلیودبلیوئی خواهد بود. یانگ توضیح داد که او این شرکت را به دلیل لغو برنامه WWE Backstage ترک کرده و گفت که احساس می‌کند که همه چیزی را در WWE می‌خواسته، انجام داده‌است.

### آل الیت رسلینگ (۲۰۲۲-اکنون)
در ۱۲ اکتبر ۲۰۲۲، تونی خان از طریق حساب رسانه‌های اجتماعی خود تأیید کرد که پاکت با AEW قرارداد بسته‌است. او اولین حضور خود را در همان شب در شوی داینامایت انجام داد.
پاکت همچنین یکی از مجریان پیش نمایش آل این ۲۰۲۳ نیز بود.

## زندگی شخصی
او از سال ۲۰۱۳ قرار گذاشتن‌هایش با جان ماکسلی (دین امبروز در دبلیودبلیوئی) را شروع کرد و در ۹ آوریل ۲۰۱۷ با هم ازدواج کردند.آنها یک فرزند دختر دارند که در ژوئن ۲۰۲۱ به دنیا آمد.